# Chimezie Metu
Chimezie Chukwudum Metu, né le 22 mars 1997 à Los Angeles en Californie, est un joueur américano-nigerian de basket-ball évoluant aux postes d'ailier fort et pivot. Il mesure 2,04 m.

## Biographie
Chimezie Metu est né à Los Angeles mais est retourné entre l'âge de 6 ans et 12 ans au Nigéria avec son père. Dans ce pays, il avait l'habitude de jouer au football.
En 2017-2018, lors de sa dernière saison universitaire, il inscrit 15,7 points, prend 7,4 rebonds et contre 1,7 ballon en moyenne. Par la suite, il s'inscrit à la draft 2018 de la NBA et est choisi en 49e position par les Spurs de San Antonio.
En août 2018, il s'engage pour trois ans avec les Spurs de San Antonio.
Coupé en novembre 2020 par les Spurs, il signe par la suite avec les Kings de Sacramento. Le 21 décembre 2020, il est coupé. Le 24 décembre 2020, il signe un contrat two-way avec les Kings de Sacramento. Le 28 avril 2021, il décroche un contrat de plusieurs saisons.
En juillet 2023, il signe aux Suns de Phoenix. 
En février 2024, il est transféré aux Grizzlies de Memphis. Il est coupé dans la foulée.
En mars 2024, il signe un contrat de 10 jours avec les Pistons de Détroit. Par la suite il s'engage jusqu'à la fin de saison avec les Pistons.

## Statistiques

### Universitaires
| Saison    | Équipe   | Matchs | Titul. | Min./m | % Tir | % 3pts | % LF | Rbds/m. | Pass/m. | Int/m. | Ctr/m. | Pts/m. |
| --------- | -------- | ------ | ------ | ------ | ----- | ------ | ---- | ------- | ------- | ------ | ------ | ------ |
| 2015-2016 | USC      | 34     | 2      | 18,5   | 51,8  | 00,0   | 51,3 | 3,60    | 0,50    | 0,60   | 1,60   | 6,40   |
| 2016-2017 | USC      | 36     | 36     | 31,3   | 55,2  | 50,0   | 74,1 | 7,80    | 1,40    | 0,80   | 1,50   | 14,80  |
| 2017-2018 | USC      | 34     | 33     | 31,0   | 52,3  | 30,0   | 73,0 | 7,40    | 1,60    | 0,80   | 1,70   | 15,70  |
| Carrière  | Carrière | 104    | 71     | 27,0   | 53,3  | 30,2   | 69,2 | 6,30    | 1,20    | 0,70   | 1,60   | 12,30  |

### Professionnelles

#### Saison régulière
| Saison    | Équipe      | Matchs | Titul. | Min./m | % Tir | % 3pts | % LF | Rbds/m. | Pass/m. | Int/m. | Ctr/m. | Pts/m. |
| --------- | ----------- | ------ | ------ | ------ | ----- | ------ | ---- | ------- | ------- | ------ | ------ | ------ |
| 2018-2019 | San Antonio | 29     | 0      | 5,0    | 32,8  | 00,0   | 76,5 | 1,20    | 0,40    | 0,20   | 0,10   | 1,80   |
| 2019-2020 | San Antonio | 18     | 0      | 5,8    | 57,1  | 00,0   | 76,9 | 1,80    | 0,60    | 0,20   | 0,30   | 3,20   |
| 2020-2021 | Sacramento  | 36     | 6      | 13,6   | 50,8  | 35,1   | 72,1 | 3,10    | 0,80    | 0,40   | 0,50   | 6,30   |
| 2021-2022 | Sacramento  | 60     | 20     | 21,3   | 45,2  | 30,6   | 78,0 | 5,60    | 1,00    | 0,90   | 0,50   | 8,90   |
| Carrière  | Carrière    | 143    | 26     | 14,1   | 46,3  | 30,8   | 76,2 | 3,60    | 0,80    | 0,50   | 0,40   | 6,10   |

## Records sur une rencontre en NBA
Les records personnels de Chimezie Metu en NBA sont les suivants, :
| Type de statistique        | Saison régulière | Saison régulière        | Saison régulière |
| Type de statistique        | Record           | Adversaire              | Date             |
| -------------------------- | ---------------- | ----------------------- | ---------------- |
| Points                     | 23               | Mavericks de Dallas     | 25 décembre 2023 |
| Paniers marqués            | 9                | 2 fois                  | 2 fois           |
| Paniers tentés             | 18               | Mavericks de Dallas     | 25 décembre 2023 |
| Paniers à 3 points réussis | 4                | 2 fois                  | 2 fois           |
| Paniers à 3 points tentés  | 10               | @ Grizzlies de Memphis  | 13 mai 2021      |
| Lancers francs réussis     | 6                | Grizzlies de Memphis    | 17 décembre 2021 |
| Lancers francs tentés      | 8                | Grizzlies de Memphis    | 17 décembre 2021 |
| Rebonds offensifs          | 6                | 2 fois                  | 2 fois           |
| Rebonds défensifs          | 13               | Mavericks de Dallas     | 25 décembre 2023 |
| Rebonds totaux             | 19               | Mavericks de Dallas     | 25 décembre 2023 |
| Passes décisives           | 4                | 3 fois                  | 3 fois           |
| Interceptions              | 4                | 2 fois                  | 2 fois           |
| Contres                    | 5                | Clippers de Los Angeles | 4 décembre 2021  |
| Balles perdues             | 4                | Rockets de Houston      | 10 novembre 2018 |
| Minutes jouées             | 36               | Grizzlies de Memphis    | 17 décembre 2021 |

- Double-double : 7
- Triple-double : 0

Dernière mise à jour : 25 décembre 2023